# Kim Nam-hee
Kim Nam-hee (en hangul, 김남희; nacido el 25 de junio de 1986) es un actor surcoreano.

## Vida personal
Está casado desde 2018. Kim y su mujer, ajena al mundo del espectáculo, se conocieron cuando eran estudiantes de último y tercer año en el Departamento de Teatro y Cine de la Universidad Seokyeong y se convirtieron en una pareja en el campus. En 2023 llevaban juntos dieciséis años. Después de un noviazgo de diez años, se casaron en Seúl el 29 de septiembre de 2018. La ceremonia fue oficiada por su excompañero de clase, el también actor Lee Deok-hwa.

## Carrera
Kim comenzó a actuar al inscribirse en una academia de actuación que estaba cerca de su casa y que descubrió por casualidad en su segundo año de escuela secundaria; en 2023 decía que todavía ocasionalmente recibía preparación y consejos de actuación por parte de su profesor en dicha academia.Después estudió actuación en el Departamento de Teatro de la Universidad de Seokyeong, y comenzó su carrera en los escenarios, donde adquirió una sólida experiencia antes de dar el salto al cine y la televisión. Ha aparecido en obras como Las criadas y Reclamo de custodia (2015), La noche de los hermanos (2016), Despierta Hamlet, El cielo en el parque de atracciones siempre sigue a 'Purda' y En medio del mar (2020), entre otras muchas, lo que le ha facilitado adaptarse a una amplia gama de personajes.
Por lo que respecta a la cinematografía, después de actuar en numerosos cortometrajes obtuvo un pequeño papel, el primero en cine cormercial, en el drama de tema deportivo No Breathing, de 2013. Al año siguiente hizo su debut oficial en cine protagonizando la película de 2014 Oda a la juventud.
En el medio televisivo, el papel que supuso una primera inflexión en su carrera porque lo dio a conocer al gran público fue el del capitán Takeshi Mori en la serie de tvN Mr. Sunshine, personaje de una intensidad tal que fue definido como «un villano [...] que hacía que toda la nación se hinchara de ira y apretara los puños cada vez que aparecía en pantalla». El hasta entonces desconocido actor sorprendió al público con la fluidez natural de su japonés, idioma que nunca había hablado antes, así como de su inglés, y que contrastaba con su pobre coreano. Kim logró el papel tras una audición a la que llegó de modo casual, pues era también desconocido por el director.
En 2020 interpretó otro de los papeles que le dieron más popularidad, dada también la que alcanzó la serie. Se trata del papel de Jung Jae-heon en Sweet Home. Es un profesor de coreano que muestra una sorprendente destreza en el uso de la espada y que llega a arriesgar su vida por los demás. Este personaje positivo fue, según la prensa, el favorito del público, pese a ser secundario; hecho que fue motivo de sorpresa para el propio actor, que además se mostraba crítico con su trabajo. Sin embargo, su interpretación estable y sólida dio relieve a su presencia en la serie y le valió críticas favorables. Kim declaró que le había ayudado su experiencia teatral, pues se percibía en el personaje de Jae-heon el tono del teatro clásico. Una escena particularmente recordada por los espectadores es aquella en la que lucha con su espada contra los monstruos del edificio, escena que preparó visitando un gimnasio de kendo en los seis meses anteriores al rodaje.
En 2022 fue Jin Seong-joon en la serie de JTBC Reborn Rich, cuyo éxito aumentó de nuevo el interés por el actor. Este, no obstante, consideró decepcionante su actuación, que consideró un fracaso personal: «fue un momento muy doloroso para mí [...] Hubo un momento en que estaba viendo  Reborn Rich y no podía ver mi actuación, así que cambié de canal. Personalmente, estoy muy decepcionado con mi actuación». Tomó entonces la decisión de volver a sus orígenes y de reducir el número de obras en las que participase para mejorar la calidad de su trabajo: «a menudo reflexiono que ya no soy tan sincero como lo era cuando era desconocido y sólo hacía películas y obras de teatro independientes».
En 2023 fue llamado a un papel de reparto en la serie de tvN Family, para el que se preparó ganando peso y entrenándose en artes marciales. Se trata de Tae-gu, un personaje que aparece a mitad de la trama y cambia el tono en que se desarrollaba. El papel le interesó por el contraste marcado entre su condición de asesino profesional y las decisiones poco inteligentes que toma.Al año siguiente fue uno de los protagonistas de Bitter Sweet Hell, serie de MBC, como Jae-jin, un médico famoso y marido ejemplar. Según Kim, «estaba interesado en el personaje de Jae-jin, que nunca ha vivido según su propia voluntad, y quería probar otro nuevo papel actoral».

## Filmografía

### Film
| Año  | Título                      | Hangul                 | Papel                                  | Notas                       | Ref.         |
| ---- | --------------------------- | ---------------------- | -------------------------------------- | --------------------------- | ------------ |
| 2009 | ¿Qué tal estás estos días?  | 요즘 잘 지내           | Amigo                                  | Cortometraje                |              |
| 2009 | A ella                      | 그녀에게               | Jun-won                                | Cortometraje                |              |
| 2010 | Hola, Guyang Shingong       | 안녕, 구양신공         | Nam-hee                                | Cortometraje                |              |
| 2010 | Cuarta confesión            | 네번째 고백            | Hombre golpeado tres veces             | Cortometraje                |              |
| 2011 | Moonlight Sonata            |                        | Sr. Hyun                               |                             |              |
| 2011 | Autumn of that year         | 그 해, 여름            | Sang-min                               | Cortometraje                |              |
| 2011 | Sunny summer is back        |                        | Fan                                    | Cortometraje                |              |
| 2012 | Ordeal                      | 시련                   | Nam-hee                                |                             |              |
| 2013 | No Breathing                | 노브레싱               | Amigo de Won 2                         |                             |              |
| 2014 | Oda a la juventud           | 청춘예찬               | Tae-pyeong                             | Debut oficial, protagonista | [ 7 ]        |
| 2014 | The Stone                   | 스톤                   | Adepto de la secta                     |                             |              |
| 2014 | Nada está bien              | 하나도 안 괜찮아       | Su-ho                                  | Cortometraje                | [ 17 ]       |
| 2014 | My wife                     | 내 아내                | Jun-hyeok                              | Cortometraje                |              |
| 2016 | The Great Actor             | 대배우                 | Equipo del director de Devil's Blood 2 |                             |              |
| 2018 | The Witness                 | 목격자                 | Kim Dae-ri                             |                             |              |
| 2020 | Today, Together 2           | 오늘, 우리 2           | Empleado                               |                             |              |
| 2023 | Where Would You Like to Go? | 어디로 가고 싶으신가요 | Do-gyeong                              |                             | [ 18 ] [ 5 ] |

### Series de televisión
| Año  | Título                              | Papel                                   | Canal    | Notas                           | Ref.                 |
| ---- | ----------------------------------- | --------------------------------------- | -------- | ------------------------------- | -------------------- |
| 2015 | Missing Noir M                      | Carcelero                               | OCN      | Aparición especial              |                      |
| 2016 | Guardian: The Lonely and Great God  | Choi Young-jae / Médico de urgencias    | tvN      | Aparición especial, ep. 3       | [ 19 ] [ 20 ]        |
| 2017 | Band of Sisters                     | Choi Young-hoon / Choi Ji-hoon          | SBS      |                                 | [ 21 ]               |
| 2017 | Tunnel                              | Yoon-hui                                | OCN      | Episodio 7                      |                      |
| 2018 | Mr. Sunshine                        | Capitán Takeshi Mori                    | tvN      |                                 | [ 8 ] [ 9 ]          |
| 2019 | Spring Turns to Spring              | Heo Bom-il                              | MBC      |                                 |                      |
| 2019 | Search: WWW                         | Pyo Joon-soo                            | tvN      |                                 | [ 22 ]               |
| 2020 | Find Me in Your Memory              | Director de drama                       | MBC      | Aparición especial, ep. 11      | [ 23 ]               |
| 2020 | Sweet Home                          | Jung Jae-heon / Jayhun                  | Netflix  | Serie web                       | [ 12 ] [ 24 ] [ 25 ] |
| 2021 | Un amor loco                        | Sun-ho                                  | Kakao TV | Serie web                       | [ 26 ]               |
| 2021 | On the Verge of Insanity            | Shin Han-soo                            | MBC      |                                 | [ 27 ]               |
| 2021 | You Are My Spring                   | Kim Nam-hee                             | tvN      | Aparición especial, ep. 9-10    | [ 28 ]               |
| 2021 | High Class                          | Ahn Ji-young                            | tvN      |                                 | [ 29 ]               |
| 2022 | Veinticinco, veintiuno              | Vendedor en tienda de teléfonos móviles | tvN      | Aparición especial, ep. 16      | [ 30 ]               |
| 2022 | Don't Announce Your Husband's Death | Yoon Jae-young                          | tvN      | O'PENing , drama en un episodio | [ 31 ]               |
| 2022 | The Law Cafe                        | Park Woo-jin                            | KBS2     |                                 | [ 32 ]               |
| 2022 | Anomalías                           | Ma Hyung-woo                            | Netflix  | Serie web                       | [ 33 ]               |
| 2022 | Reborn Rich                         | Jin Seong-joon                          | JTBC     |                                 | [ 14 ] [ 34 ]        |
| 2023 | Family                              | Cho Tae-gu                              | tvN      |                                 | [ 35 ] [ 36 ]        |
| 2024 | Nugget de pollo                     | Empleado de Más que Máquinas            | Netflix  | Serie web                       | [ 37 ] [ 38 ]        |
| 2024 | Bitter Sweet Hell                   | Jae-jin                                 | MBC      |                                 | [ 39 ] [ 40 ]        |
| 2024 | Begins ≠ Youth                      | Song Jun-ho                             | Xclusive | Serie web                       | [ 41 ]               |

## Otras actividades

### Variedades televisivas
| Año  | Título                       | Hangul             | Funcíón              | Canal | Notas                             | Ref.         |
| ---- | ---------------------------- | ------------------ | -------------------- | ----- | --------------------------------- | ------------ |
| 2023 | My Little Old Boy            | 미운 우리 새끼     | Presentador especial | SBS   | Programa emitido el 26 de febrero | [ 1 ]        |
| 2023 | Sudeste Asiático muy privado | 아주 사적인 동남아 | Miembro del reparto  | tvN   |                                   | [ 5 ] [ 42 ] |

### Presentador
| Año  | Acto                                                                           | Notas                         | Ref.   |
| ---- | ------------------------------------------------------------------------------ | ----------------------------- | ------ |
| 2023 | 20.° Festival Internacional de Cine Documental EBS - Ceremonia de inauguración | 21 de agosto, emitida en EBS1 | [ 43 ] |

## Premios y nominaciones
| Año  | Premios                             | Categoría              | Papel                    | Resultado | Ref.   |
| ---- | ----------------------------------- | ---------------------- | ------------------------ | --------- | ------ |
| 2018 | Korea Cultural Entertainment Awards | Mejor actor de reparto | Mr. Sunshine             | Ganador   | [ 44 ] |
| 2021 | MBC Drama Awards                    | Mejor actor de reparto | On the Verge of Insanity | Nominado  | [ 45 ] |